# Der Indianer (1970)
Der Indianer ist eine 1969 entstandene US-amerikanische Tragikomödie von Carol Reed, dessen vorletzte Kinoinszenierung dies war. In der Titelrolle ist Anthony Quinn zu sehen. Die Geschichte basiert auf dem Roman Nobody Loves a Drunken Indian von Clair Huffaker, die auch das Drehbuch verfasste.

## Handlung
In einem im Südwesten gelegenen, heruntergekommenen Indianerreservat der zeitgenössischen (1969) Vereinigten Staaten: Flapping Eagle, oft kurz „Flap“ genannt, lebt das Leben in vollen Zügen. Er trinkt hemmungslos und prügelt sich, schlägt gern über alle Stränge und streitet sich ausgiebig mit seiner Geliebten, der Weißen Dorothy Bluebell. Sein erklärter Lieblingsfeind ist der ortsansässige, engstirnige und voreingenommene Sergeant Rafferty, der in der nächstgelegenen Stadt die Polizeimacht New Mexicos verkörpert. Der Indianer sucht geradezu die lautstarke Auseinandersetzung mit dem Gesetzeshüter. Nach einer Reihe von gegenseitigen Beleidigungen wird Rafferty eines Tages von Flap schwer zusammengeschlagen. Es ist nicht das erste Mal, dass er daraufhin mit den Innenräumen des Stadtgefängnisses Bekanntschaft macht. Doch Flaps Popularität in seinen eigenen Reihen wächst mit jeder seiner kleinen Rebellionen ins Unermessliche; er und seine fünf wichtigsten Indianerfreunde wollen nie mehr wieder gegenüber dem „weißen Mann“ klein beigeben.
Flapping Eagle schraubt seine handfeste Provokation mehr und mehr in die Höhe und kommt eines Tages auf die wahnwitzige Idee, sich mit den gesamten Vereinigten Staaten von Amerika anzulegen. Er widersteht allen Bestrebungen, die vom „weißen Mann“ geplanten Inbesitznahmen weiteren Indianerlandes hinzunehmen und organisiert einen Protest gegen anrückende Bulldozer, die Neubauten vorbereiten sollen. Anschließend „requiriert“ Flap einen ganzen Zug, nachdem ihm der Indianeranwalt Wounded Bear glaubhaft versichert hat, dass alles, was sich auf Indianergebiet befände, auch den Indianern gehören würde. Die Situation eskaliert, als Flapping Eagle einen Protestmarsch gegen Staat und Regierung organisiert. Flap wird landesweit bekannt und populär als „der letzte Indianerkrieger“ und erhält nun auch aus anderen Teilen der Vereinigten Staaten lauthals Zuspruch. Bei dem Protestmarsch in Richtung Stadt, vor dem Rafferty seinen Kontrahenten ausdrücklich gewarnt hat, erschießt der Police Sergeant Flap gezielt aus dem Fenster eines Krankenhauses.

## Produktionsnotizen
Der Indianer wurde 1969 in mehreren Indianerreservaten und -siedlungen von New Mexico gedreht und im November 1970 sowohl in den USA als auch in London uraufgeführt. Die deutsche Premiere war am 8. Januar 1971.
Die Filmbauten entwarfen Art Loel und Mort Rabinowitz, die Ausstattung besorgte Ralph S. Hurst.

## Kritiken
Der Movie & Video Guide befand: „Eigentlich sollte Flapping Eagle einem leid tun, aber das Drehbuch ist derart schwach, dass es Chancen gibt, es nicht zu tun. Manchmal lustig, sollte aber eigentlich tragisch sein.“
Halliwell’s Film Guide sah in dem Film eine „nicht liebenswerte Komödie mit einem angehefteten, tragischen Ende“ und befand überdies, dass der Film weder „unterhaltsam als schrullige Farce noch als soziales Gewissen“ funktioniere.

„Einer der letzten und schwächsten Filme (1969) Carol Reeds (‚Der dritte Mann‘): Hauptdarsteller Anthony Quinn macht eine Posse aus der Geschichte eines Reservats-Indianers, der für die Rechte seiner Stammesbrüder kämpft.“

„Auf der Folie eines modernen Western gestaltete, inszenatorisch ausgezeichnete Tragikomödie mit dokumentarischen Zügen, doch schränken der furiose Witz und der mitreißende Klamauk die soziale, tragische Dimension des Films bisweilen unangemessen ein.“